# Chiesa di Sant'Andrea Apostolo (Udine)
La chiesa di Sant'Andrea Apostolo è la parrocchiale di Paderno, frazione di Udine, in provincia ed arcidiocesi di Udine; fa parte del vicariato urbano di Udine.

## Storia
Intorno al XII secolo la chiesa di San Leonardo di Cavalicco, presso la quale aveva sede un curato, esercitava una certa influenza su tutte le altre cappelle della zona a nord di Udine, tra le quali vi era pure quella di Paderno.
Da un documento del 1296 s'apprende che a Paderno risiedeva un cappellano al quale era stato concesso dal capitolo della pieve di Udine un beneficio.
Nel 1297 il Capitolo della pieve di Udine fece trasferire la sede del curato da Cavalicco a Paderno; contestualmente la chiesa, assieme a quelle di Godia, Beivers, Vat, Chiavris, Colugna, Feletto e Cavalicco, fu inserita in una vicaria autonoma, che godeva di una certa autonomia rispetto alla pieve matrice.
La dedicazione a sant'Andrea apostolo venne menzionata per la prima volta nel 1370.

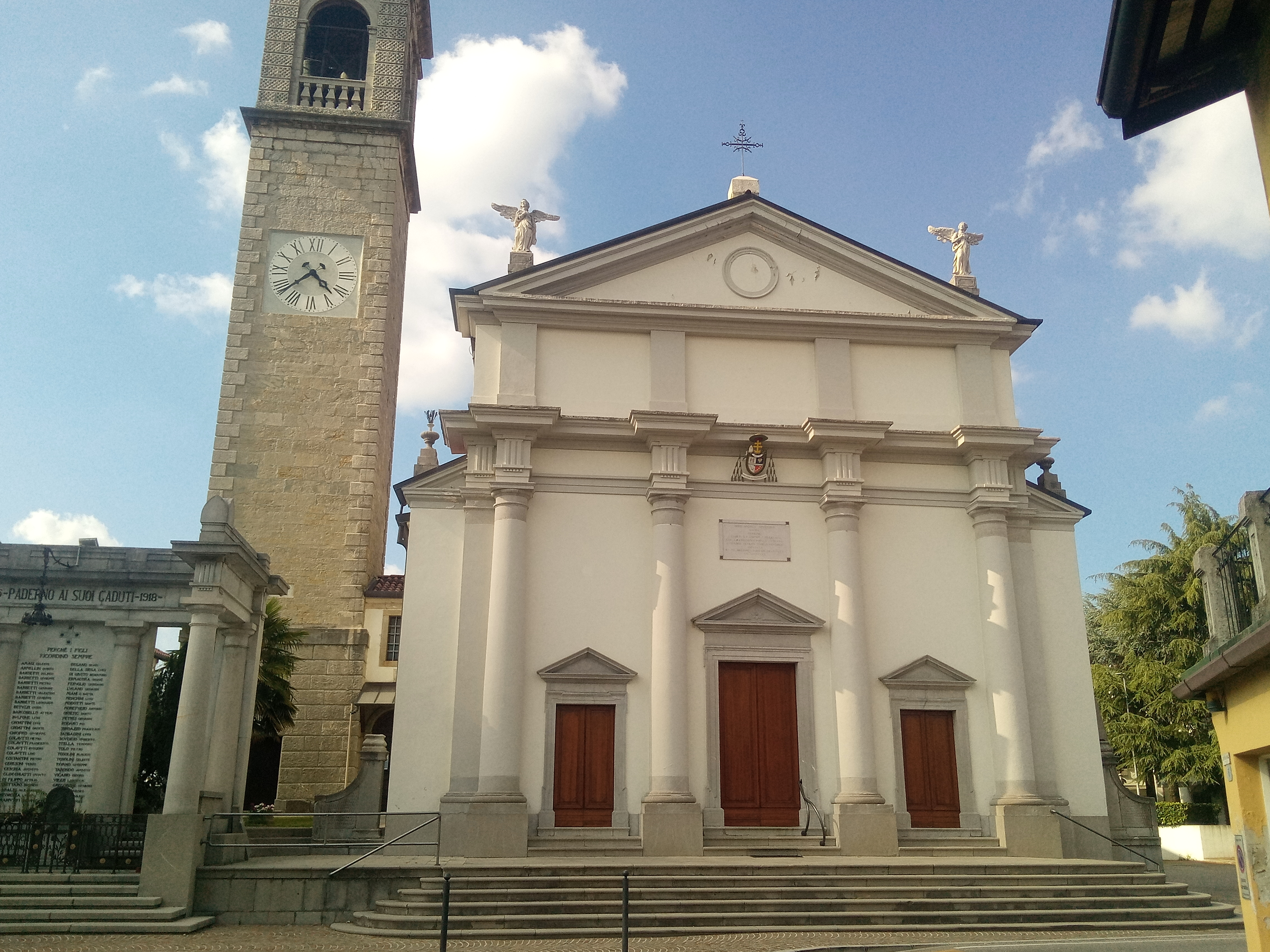
La facciata della chiesa con, accanto, parte del campanile

Grazie ad un atto del 1593 si conosce che la chiesa di Paderno, in cui aveva sede il vicariato superiore, aveva come filiali le chiese di Sant'Antonio di Feletto, San Tommaso di Chiavris, San Leonardo di Cavalicco, Santi Pietro e Paolo di Colugna, San Giacomo Maggiore di Beivars, San Giovanni Battista di Godia e San Pantaleone di Vat.
All'inizio del XVIII secolo la cappella medievale si dimostrò inadatta a soddisfare le esigenze dei fedeli e così, su impulso di don Vincenzo Forni, cominciò la costruzione della nuova chiesa, che venne poi consacrata il 30 giugno 1755 dal patriarca di Udine Daniele Dolfin.
Nel 1770 nella chiesa venne eretto un altare laterale dedicato a San Giobbe.
Nel 1828 ebbe inizio un intervento di ristrutturazione dell'edificio e tra il 1858 e il 1864 fu eretto il nuovo campanile.
Il terremoto del Friuli del 1976 arrecò alla struttura alcuni danni, che vennero sanati tra il 1996 e il 1997.

## Descrizione

### Facciata
La facciata della chiesa, che è in stile neoclassico, è tripartita da quattro semicolonne di ordine tuscanico poggianti su dei plinti e sorreggenti la trabeazione caratterizzata da triglifi aggettanti, dalla quale partono quattro lesene sovrastate dal timpano, al centro del quale vi è un oculo murato e ai cui lati sono collocate due statue raffiguranti degli angeli; negli intercolumni si aprono i tre portali dotati di timpano, sopra il centrale dei quali è posta la targa dedicatoria.

### Interno
L'interno della chiesa è ad un'unica navata sulla quale si aprono sei cappelle laterali, ai lati delle quali vi sono delle paraste di ordine ionico sorreggenti una cornice modanata.
Al termine dell'aula c'è il presbiterio, rialzato di tre gradini e di forma rettangolare, che è a sua volta chiuso dall'abside semicircolare.